# 長瀬駅
長瀬駅（ながせえき）は、大阪府東大阪市菱屋西一丁目にある、近畿日本鉄道（近鉄）大阪線の駅である。副駅名は近畿大学前。駅番号はD08。

## 歴史
- 1924年（大正13年）10月31日：大阪電気軌道八木線（現在の大阪線）の足代（現在の布施） - 八尾（現在の近鉄八尾）間開通にともない開業する[1]。
- 1941年（昭和16年）3月15日：参宮急行電鉄との会社合併により、関西急行鉄道の駅となる[1]。
- 1944年（昭和19年）6月1日：会社合併により近畿日本鉄道の駅となる[1]。
- 2007年（平成19年）4月1日：当駅でのPiTaPaの供用を開始する[2]。

## 駅構造
相対式2面2線のホームを持つ地上駅。駅舎と改札口はホームごとに独立して設けられており、改札内に互いのホームを結ぶ経路は存在しないものの、改札外には連絡地下道があり、踏切を渡らずに線路の反対側に向かうことはできる。

### のりば

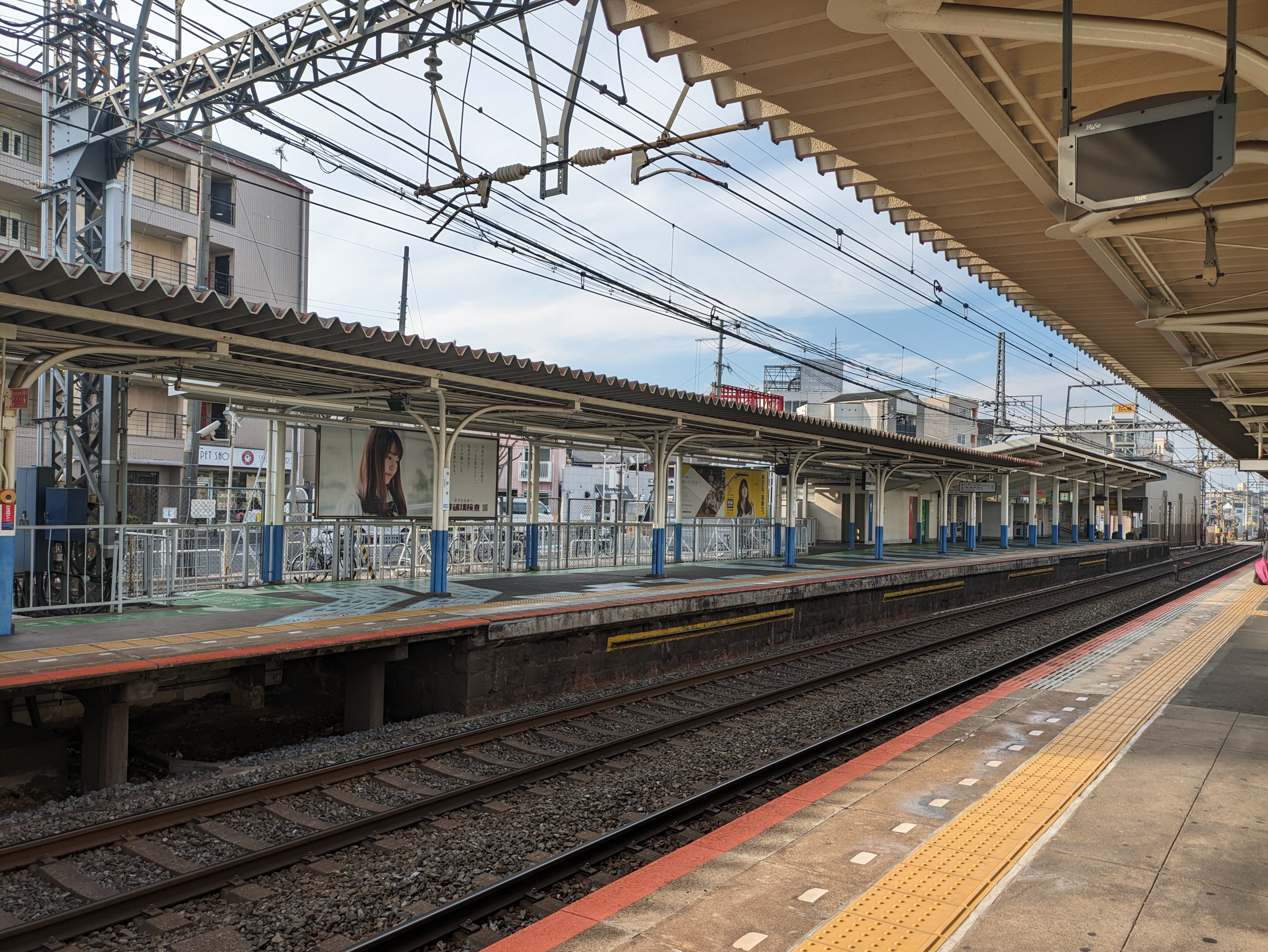
プラットホーム

| のりば | 路線     | 方向 | 行先               |
| ------ | -------- | ---- | ------------------ |
| 1      | D 大阪線 | 下り | 八尾・河内国分方面 |
| 2      | D 大阪線 | 上り | 大阪上本町方面     |

### 駅設備・営業面
- 布施駅管理の有人駅で、PiTaPa・ICOCA対応の自動改札機および自動精算機（回数券カードおよびICカードのチャージに対応）が設置されている。
- 特急券と定期券は専用の自動発売機(一部時期は臨時窓口でも)で購入可能[4]。
- また、1990年代以前は2番線ホーム横に喫茶コーナーと書店があったが、現在は駅構内の店舗はなく飲料の自動販売機のみである。

## 停車列車
普通列車のみが停車しており、日中時間帯は毎時5本が停車するが、朝の高安方面と夕方の大阪方面は本数が増加する。近畿大学の入試や同大学を会場とする資格試験などが開催される場合は、定期運転の普通列車に加えて6両編成以下で運転する一部の急行・準急・区間準急が当駅に臨時停車している。

## 利用状況
2023年11月7日における1日乗降人員は27,079人である。これは大阪線のみならず、近鉄全体で準急・区間準急が通過する駅では最多となっている。
近年における1日乗降人員の推移は下表の通り。
| 年度               | 特定日利用状況 | 特定日利用状況 | 特定日利用状況 | 特定日利用状況 | 1日平均 乗車人員 | 出典       | 出典          | 出典            |
| 年度               | 調査日         | 乗車人員       | 降車人員       | 乗降人員       | 1日平均 乗車人員 | 近鉄       | 大阪府        | 東大阪市        |
| ------------------ | -------------- | -------------- | -------------- | -------------- | ---------------- | ---------- | ------------- | --------------- |
| 1990年（平成02年） | 11月06日       | 19,666         | 19,782         | 39,448         |                  |            | [ 大阪府 1 ]  |                 |
| 1991年（平成03年） | -              | -              | -              | -              |                  |            | [ 大阪府 2 ]  |                 |
| 1992年（平成04年） | 11月10日       | 21,540         | 20,915         | 42,455         |                  |            | [ 大阪府 3 ]  |                 |
| 1993年（平成05年） | -              | -              | -              | -              |                  |            | [ 大阪府 4 ]  |                 |
| 1994年（平成06年） | -              | -              | -              | -              |                  |            | [ 大阪府 5 ]  |                 |
| 1995年（平成07年） | 12月05日       | 20,757         | 20,370         | 41,127         |                  |            | [ 大阪府 6 ]  |                 |
| 1996年（平成08年） | -              | -              | -              | -              |                  |            | [ 大阪府 7 ]  |                 |
| 1997年（平成09年） | -              | -              | -              | -              |                  |            | [ 大阪府 8 ]  |                 |
| 1998年（平成10年） | 11月10日       | 19,095         | 19,124         | 38,219         |                  |            | [ 大阪府 9 ]  |                 |
| 1999年（平成11年） | -              | -              | -              | -              | 19,721           |            | [ 大阪府 10 ] | [ 東大阪市 1 ]  |
| 2000年（平成12年） | 11月07日       | 18,530         | 18,692         | 37,222         | 18,947           |            | [ 大阪府 11 ] | [ 東大阪市 1 ]  |
| 2001年（平成13年） | -              | -              | -              | -              | 18,571           |            | [ 大阪府 12 ] | [ 東大阪市 1 ]  |
| 2002年（平成14年） | -              | -              | -              | -              | 17,563           |            | [ 大阪府 13 ] | [ 東大阪市 1 ]  |
| 2003年（平成15年） | 11月11日       | 16,110         | 16,228         | 32,338         | 17,521           |            | [ 大阪府 14 ] | [ 東大阪市 1 ]  |
| 2004年（平成16年） | -              | -              | -              | -              | 17,578           |            | [ 大阪府 15 ] | [ 東大阪市 2 ]  |
| 2005年（平成17年） | 11月08日       | 15,908         | 16,007         | 31,915         | 17,132           |            | [ 大阪府 16 ] | [ 東大阪市 3 ]  |
| 2006年（平成18年） | -              | -              | -              | -              | 16,548           |            | [ 大阪府 17 ] | [ 東大阪市 4 ]  |
| 2007年（平成19年） | -              | -              | -              | -              | 17,099           |            | [ 大阪府 18 ] | [ 東大阪市 5 ]  |
| 2008年（平成20年） | 11月18日       | 15,503         | 15,422         | 30,925         | 16,330           |            | [ 大阪府 19 ] | [ 東大阪市 6 ]  |
| 2009年（平成21年） | -              | -              | -              | -              | 15,567           |            | [ 大阪府 20 ] | [ 東大阪市 7 ]  |
| 2010年（平成22年） | 11月09日       | 15,051         | 15,230         | 30,281         | 15,929           | [ 近鉄 1 ] | [ 大阪府 21 ] | [ 東大阪市 8 ]  |
| 2011年（平成23年） | -              | -              | -              | -              | 15,821           |            | [ 大阪府 22 ] | [ 東大阪市 9 ]  |
| 2012年（平成24年） | 11月13日       | 15,283         | 15,193         | 30,476         | 15,960           | [ 近鉄 2 ] | [ 大阪府 23 ] | [ 東大阪市 10 ] |
| 2013年（平成25年） | -              | -              | -              | -              | 16,240           |            | [ 大阪府 24 ] | [ 東大阪市 11 ] |
| 2014年（平成26年） | -              | -              | -              | -              | 15,002           |            | [ 大阪府 25 ] | [ 東大阪市 12 ] |
| 2015年（平成27年） | 11月10日       | 15,967         | 15,843         | 31,810         | 16,170           | [ 近鉄 3 ] | [ 大阪府 26 ] | [ 東大阪市 13 ] |
| 2016年（平成28年） | -              | -              | -              | -              | 16,241           |            | [ 大阪府 27 ] | [ 東大阪市 14 ] |
| 2017年（平成29年） | -              | -              | -              | -              | 16,278           |            | [ 大阪府 28 ] | [ 東大阪市 15 ] |
| 2018年（平成30年） | 11月13日       | 15,456         | 15,433         | 30,889         | 15,973           | [ 近鉄 4 ] | [ 大阪府 29 ] | [ 東大阪市 16 ] |
| 2019年（令和元年） | -              | -              | -              | -              | 17,357           |            | [ 大阪府 30 ] | [ 東大阪市 17 ] |
| 2020年（令和02年） | -              | -              | -              | -              | 6,507            |            | [ 大阪府 31 ] | [ 東大阪市 18 ] |
| 2021年（令和03年） | 11月09日       | 10,627         | 10,399         | 21,026         | 10,382           | [ 近鉄 5 ] | [ 大阪府 32 ] | [ 東大阪市 19 ] |
| 2022年（令和04年） | 11月08日       | 13,619         | 13,469         | 27,088         | 13,541           | [ 近鉄 6 ] | [ 大阪府 33 ] | [ 東大阪市 20 ] |
| 2023年（令和05年） | 11月07日       |                |                | 27,079         |                  | [ 近鉄 7 ] |               |                 |

## 駅周辺

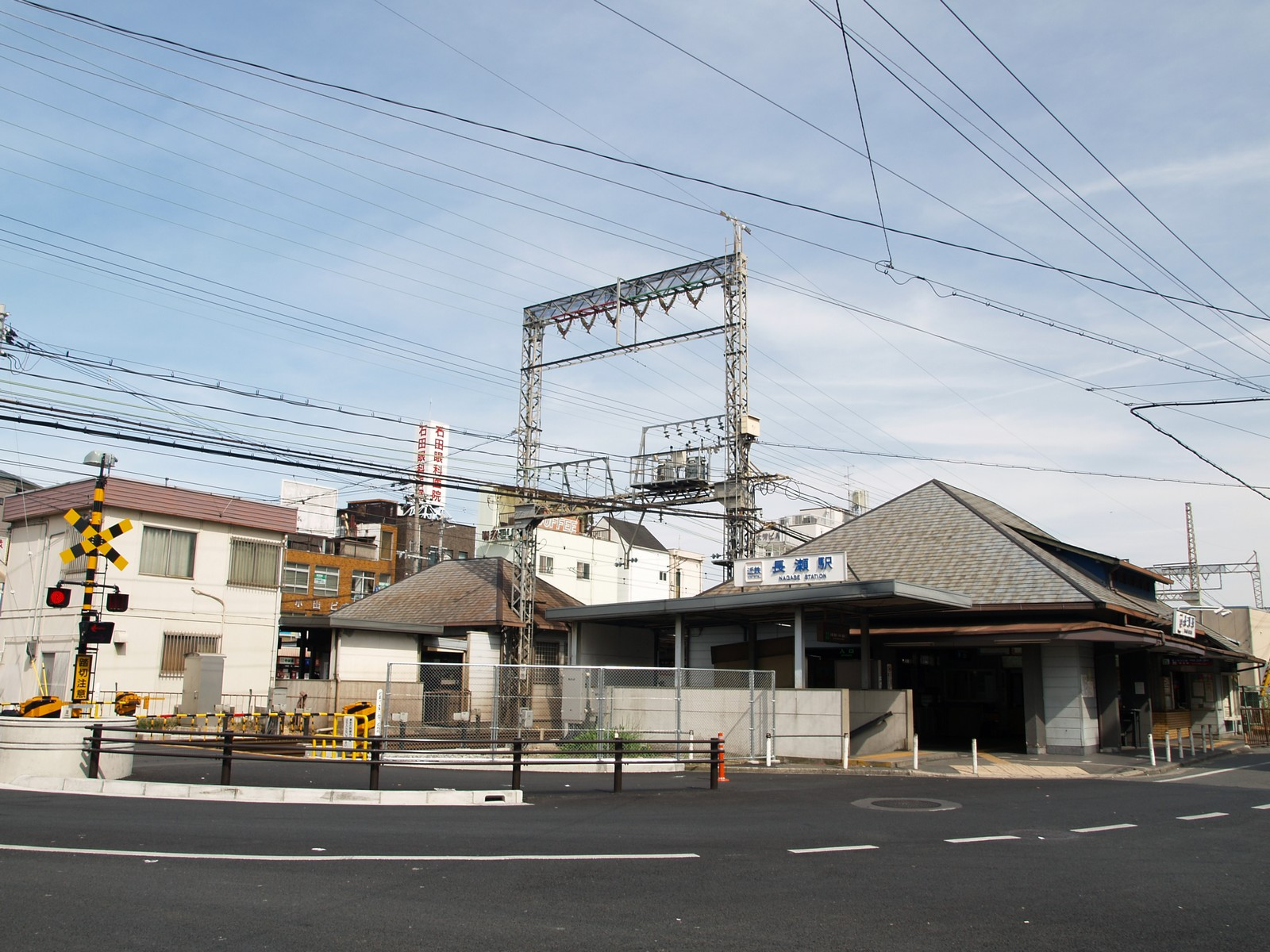
西口

駅東側に近畿大学があり、長瀬駅と大学の間は通称「学園通り（大学通り）」が続き、学生相手の各種商店が並ぶ関西有数の学生街となっている。駅北側にはかつての大和川であった長瀬川が流れている。駅周辺は住宅街である。駅の東側には旧小若江村（現在の東大阪市小若江）、旧上小阪村（現在の東大阪市上小阪、西上小阪）があった。駅の北側には旧横沼村（現在の東大阪市横沼、菱屋西）があった。駅の敷地から真南に長瀬川に沿って、吉松新田があった（現在の東大阪市吉松）。
旧小若江村
近畿大学を東の端とした駅から近畿大学までのびる旧「大学通り」の南側にあった村。戦前までは農業（都市近郊農業）主体の村。戦後、金偏景気とともに金網製造の町工場が乱立したが、現在は静かな旧村ののどかな風景がある。近隣には近畿大学の学生の住むワンルームマンションが多数見られる。村の神社は神剣（みつるぎ）神社。村の寺は真願寺。庄屋は武村家（現在の武村土地株式会社）。
旧上小阪村
近畿大学を東の端とした駅から近畿大学までのびる旧「大学通り」の北側にあった村。戦前までは農業（都市近郊農業）主体の村。戦後は次第に宅地化が進んだ。現在は新開地には商店街、マンションが乱立している。旧村は静かな村のたたずまいを見せている。村の神社は上小阪八幡神社。村の寺は常照寺。庄屋は竹中家。
旧横沼村
長瀬駅北側の長瀬川の西側にある土手下から近鉄大阪線までの間にあった村。戦前までは農業（都市近郊農業）主体の村。戦後は次第に宅地化が進んだ。区画整理後、新開地ができて人口が急増した。旧村の南側に新興住宅地ができた。旧村は東西に長い形であるが雑然としている。村の神社はない。村の寺は究意寺。庄屋は不明。
旧吉松新田
長瀬駅南側の長瀬川に沿って開発された新田。現在は吉松という町名になっている。旧村は存在しない。旧来は長瀬川の河川敷であり、新田開発後は衣摺村一部であった。

### 周辺施設
商業施設
- スーパーラッキー 長瀬店
- サンディ 小若江店
- グルメシティ 長瀬店

金融機関など
- りそな銀行 長瀬支店
- 中河内農業協同組合 長瀬駅前支店
- 東大阪長瀬郵便局
- 大阪近畿大学前郵便局

医療機関
- 東大阪生協病院

その他
- 彌刀神社
- 東大阪市立長瀬北小学校
- JR長瀬駅（西へ約700m）
- 東大阪市立長瀬人権文化センター

## 隣の駅
近畿日本鉄道
D 大阪線
■快速急行・■急行・■準急・■区間準急
通過（ただし近畿大学入試などの際に急行・準急・区間準急が臨時停車することもある）
■普通
俊徳道駅 (D07) - 長瀬駅 (D08) - 弥刀駅 (D09)
- 括弧内は駅番号を示す。

### 記事本文

### 利用状況
1. ↑  駅別一日乗降人員 難波線 大阪線 - 近畿日本鉄道
2. ↑  大阪府統計年鑑 - 大阪府
3. ↑  東大阪市統計書 - 東大阪市

#### 近畿日本鉄道
1. ↑  “近駅別乗降人員 難波線 大阪線”.   近畿日本鉄道. 2013年3月23日時点のオリジナルよりアーカイブ。2025年2月9日閲覧。
2. ↑  “近駅別乗降人員 難波線 大阪線”.   近畿日本鉄道. 2013年6月9日時点のオリジナルよりアーカイブ。2025年2月9日閲覧。
3. ↑  “近駅別乗降人員 難波線 大阪線”.   近畿日本鉄道. 2016年6月4日時点のオリジナルよりアーカイブ。2025年2月9日閲覧。
4. ↑  “近駅別乗降人員 難波線 大阪線”.   近畿日本鉄道. 2020年5月6日時点のオリジナルよりアーカイブ。2025年2月9日閲覧。
5. ↑  近鉄線駅別乗降人員データ【調査日：令和3年11月9日(火)】 (PDF)
6. ↑  近鉄線駅別乗降人員データ【調査日：令和4年11月8日(火)】 (PDF)
7. ↑  近鉄線駅別乗降人員データ【調査日：令和5年11月7日(火)】 (PDF)

#### 大阪府統計年鑑
1. ↑  大阪府統計年鑑（平成3年） (PDF)
2. ↑  大阪府統計年鑑（平成4年） (PDF)
3. ↑  大阪府統計年鑑（平成5年） (PDF)
4. ↑  大阪府統計年鑑（平成6年） (PDF)
5. ↑  大阪府統計年鑑（平成7年） (PDF)
6. ↑  大阪府統計年鑑（平成8年） (PDF)
7. ↑  大阪府統計年鑑（平成9年） (PDF)
8. ↑  大阪府統計年鑑（平成10年） (PDF)
9. ↑  大阪府統計年鑑（平成11年） (PDF)
10. ↑  大阪府統計年鑑（平成12年） (PDF)
11. ↑  大阪府統計年鑑（平成13年） (PDF)
12. ↑  大阪府統計年鑑（平成14年） (PDF)
13. ↑  大阪府統計年鑑（平成15年） (PDF)
14. ↑  大阪府統計年鑑（平成16年） (PDF)
15. ↑  大阪府統計年鑑（平成17年） (PDF)
16. ↑  大阪府統計年鑑（平成18年） (PDF)
17. ↑  大阪府統計年鑑（平成19年） (PDF)
18. ↑  大阪府統計年鑑（平成20年） (PDF)
19. ↑  大阪府統計年鑑（平成21年） (PDF)
20. ↑  大阪府統計年鑑（平成22年） (PDF)
21. ↑  大阪府統計年鑑（平成23年） (PDF)
22. ↑  大阪府統計年鑑（平成24年） (PDF)
23. ↑  大阪府統計年鑑（平成25年） (PDF)
24. ↑  大阪府統計年鑑（平成26年） (PDF)
25. ↑  大阪府統計年鑑（平成27年） (PDF)
26. ↑  大阪府統計年鑑（平成28年） (PDF)
27. ↑  大阪府統計年鑑（平成29年） (PDF)
28. ↑  大阪府統計年鑑（平成30年） (PDF)
29. ↑  大阪府統計年鑑（令和元年） (PDF)
30. ↑  大阪府統計年鑑（令和2年） (PDF)
31. ↑  大阪府統計年鑑（令和3年） (PDF)
32. ↑  大阪府統計年鑑（令和4年） (PDF)
33. ↑  大阪府統計年鑑（令和5年） (PDF)

#### 東大阪市統計書
1. 1 2 3 4 5  平成16年版　統計書 - 東大阪市 (PDF)
2. ↑  平成17年版　統計書 - 東大阪市 (PDF)
3. ↑  平成18年版　統計書 - 東大阪市 (PDF)
4. ↑  平成19年版　統計書 - 東大阪市 (PDF)
5. ↑  平成20年版　統計書 - 東大阪市 (PDF)
6. ↑  平成21年版　統計書 - 東大阪市 (PDF)
7. ↑  平成22年版　統計書 - 東大阪市 (PDF)
8. ↑  平成23年版　統計書 - 東大阪市 (PDF)
9. ↑  平成24年版　統計書 - 東大阪市 (PDF)
10. ↑  平成25年版　統計書 - 東大阪市 (PDF)
11. ↑  平成26年版　統計書 - 東大阪市 (PDF)
12. ↑  平成27年版　統計書 - 東大阪市 (PDF)
13. ↑  平成28年版　統計書 - 東大阪市 (PDF)
14. ↑  平成29年版　統計書 - 東大阪市 (PDF)
15. ↑  平成30年版　統計書 - 東大阪市 (PDF)
16. ↑  令和元年版　統計書 - 東大阪市 (PDF)
17. ↑  令和2年版　統計書 - 東大阪市 (PDF)
18. ↑  令和3年版　統計書 - 東大阪市 (PDF)
19. ↑  令和4年版　統計書 - 東大阪市 (PDF)
20. ↑  令和5年版　統計書 - 東大阪市 (PDF)